# Square Jean-Baptiste-Daviais
Le square Jean-Baptiste-Daviais (parfois encore nommé square de la Petite-Hollande) est un jardin paysager, ouvert au public, dans la ville de Nantes, d'une superficie de 2 965 m2, situé dans le quartier du centre-ville.

## Situation et accès
Le parc se trouve sur la partie aval de l'ancienne île Feydeau, encadré par la place de la Petite-Hollande, à l'est, la rue Félix-Éboué, au sud, et l'allée de la Bourse, au nord .

## Origine du nom
Il porte le nom du militant associatif rezéen, fondateur de la Fédération des amicales laïques de la Loire-Inférieure, Jean-Baptiste Daviais qui, devenu résistant durant la Seconde Guerre mondiale, meurt en captivité à Dachau, le 9 janvier 1945.

## Historique
Le square est aménagé dans les années 1930 par l'architecte de la ville, Étienne Coutan, à la suite des travaux de comblement des bras de la Loire qui enserraient l'île Feydeau : le « bras de la Bourse », au nord, et le « bras de la Madeleine », au sud.
Auparavant, à cet endroit, se dressait un marché couvert, dit « marché de la Petite-Hollande », construit en 1867, sur les plans de l'ingénieur Lechalas. Cette construction remplaçait elle-même un établissement de bains, édifié en 1802. Le marché est finalement détruit, en 1932, pour cause d'insalubrité,. Depuis le marché hebdomadaire se tient désormais tous les samedis à une centaine de mètres de là, sur l'esplanade aménagée à la suite des comblements appelée aussi « terre-plein de l'île Gloriette » (ou « terre-plein de la Petite-Hollande »).
Le 17 mai 1946, le conseil municipal attribue au « square de la Petite-Hollande », le nom de « square Jean-Baptiste-Daviais ».
En 2016, dans le cadre d'un projet de réaménagement de l'esplanade de la Petite-Hollande, situé à l'ouest du square, la municipalité envisage la suppression de ce dernier afin de le remplacer par un bâtiment commercial. Ce scénario soulève des protestations de la part d'associations de défense du patrimoine. En 2018, le cabinet d'architectes et de paysagistes TER, retenu pour mener à bien le projet d'aménagement, propose la plantation, au niveau du square Daviais, d’un verger pouvant être entouré d’une nouvelle halle de marché permanente.
Dès l'été 2018, quelques centaines de migrants originaires du Soudan, de Libye ou encore d'Érythrée, campent dans le square dans des conditions sanitaires très mauvaises, après avoir été évacués des squats nantais,.

## Description
Le jardin est aménagé dans un hémicycle, en creux, destiné à le protéger des vents d'ouest. Il est particulièrement destiné aux enfants, grâce à un bassin circulaire évoquant la mémoire de l'eau et du fleuve.
Pour y accéder, des escaliers sont ouverts dans les axes de la composition, tandis que les rampes sont pratiquées dans les angles.
Sur le côté est, en direction de la place de la Petite-Hollande, clôtures, escaliers et locaux de service sont traités avec des blocs de granit taillés.
À la livraison du square, une décision municipale en limite son accès « aux dames et aux enfants », c'est pourquoi Coutan fait placer, à l'extérieur, des bancs à l'usage de ceux qui n'y étaient pas admis.
Un buste de Jean-Baptiste-Daviais, en bronze, œuvre d'Alfred Benon, y est placé après la guerre.

## Sources
- Jacques Sigot (dir.), Catherine Vadon-Le Bras et Jean-Paul Queuille (préf. Armel de Wismes), Les Poissonnières, Montreuil-Bellay, Éditions CMD, coll. « Mémoire d'une ville - Nantes » (no 11), 1998, 101 p. (ISSN 1284-5949)